# Florian Günther
Florian Günther (* 1963 in Berlin-Friedrichshain) ist ein deutscher Schriftsteller und Fotograf.

## Leben
Nach abgeschlossener Druckerlehre arbeitete Günther unter anderem als Totengräber, Anstreicher, Chauffeur, Paketsortierer, Bauarbeiter, Lager- und Fließbandarbeiter, Buchverkäufer, Pizzafahrer und Grafiker. 1983 war er Sänger der Ostberliner Punkband Klick & Aus. Als Fotograf bereiste er zahlreiche Länder, seine Fotos, die zu einem Großteil verschollen sind, waren in mehreren Ausstellungen zu sehen. Er schreibt seit Beginn der 1980er Jahre und veröffentlichte in Kunst- und Literaturzeitschriften und in original-graphischen Editionen. Seine Gedichtbände erschienen im eigenen Verlag Edition Lükk Nösens sowie im Verlag Peter Engstler. Von 2008 bis 2009 war er kooptiertes Redaktionsmitglied der kunstpolitischen Zeitschrift floppy myriapoda. Seit 2010 ist er Herausgeber des DreckSack – Lesbare Zeitschrift für Literatur.
Florian Günther bringt seine Texte auch in Tagesmedien ein und teilt sich dort mit, so in der taz und in der jungen Welt.

## Werke
- Taschenbillard. 42 Gedichte. Mit einem Nachwort von Peter Wawerzinek. Edition Lükk Nösens, Berlin 1993.
- Nuttenfrühstück. 65 Gedichte. Edition Lükk Nösens, Berlin 2000, ISBN 3-00-005581-9.
- Dicker Max & Co. 59 Gedichte. Edition Lükk Nösens, Berlin 2002, ISBN 3-00-010408-9.
- Dusel. Gedichte und Geschichten. Edition Lükk Nösens, Berlin 2004, ISBN 3-00-015659-3.
- 11 Uhr morgens. 60 Gedichte. Mit einem Grußwort von Johannes Jansen. Edition Lükk Nösens, Berlin 2007.
- Mir kann keiner. 62 Gedichte. Mit einem Nachwort von Thomas Kapielski. Edition Lükk Nösens, Berlin 2009, ISBN 978-3-00-026927-1.
- Ausgemistet. Gedichte 1989–2011. Mit einem Nachwort von Hermann Peter Piwitt. Verlag Peter Engstler, Ostheim/Rhön 2011, ISBN 978-3-941126-19-0.
- Grüne Bohnen, Schock Edition (3), EdK/Distillery, Berlin 2012, ISBN 978-3-941330-32-0.
- Reisen ohne wegzumüssen. Fotografien 1984–1994. Mit Textbeiträgen von William Cody Maher, Thomas Günther und Marvin Chlada, der ein umfangreiches Interview mit Florian Günther führte. Edition Lükk Nösens, Berlin 2012, ISBN 978-3-00-040114-5.
- Mehr war nicht drin. 74 Gedichte. Verlag Peter Engstler, Ostheim/Rhön 2013, ISBN 978-3-941126-53-4
- Genug Zeit zu verlieren – Neue Fotos. Gebrauchte Gedichte Mit Textbeiträgen von Miriam Spies, Heyne Winterfeldt sowie Peter Wawerzinek. gONZo, Mainz und Edition Lükk Nösens, Berlin 2015, ISBN 978-3-944564-11-1
- Schutt – Aufgeschnapptes, Sprüche und Notizen Nachwort Marvin Chlada, Moloko Print 2016, ISBN 978-3-943603-32-3
- Aus der Traum - 75 neue Gedichte. Mit 43 Fotografien von Michael Dressel (Los Angeles). 180 Seiten. Moloko Print-Verlag 2017, ISBN 978-3-943603-43-9
- Liebesgedichte oder sowas ähnliches, mit Illustrationen von Katharina Manzke-Leubner, 172 Seiten, Moloko Print-Verlag 2018, ISBN 978-3-943603-50-7.
- Gedichte aus dem Hochparterre, mit 41 Fotografien von Michael Dressel, Moloko Print Verlag 2019, ISBN 978-3-943603-83-5
- Ein Rest von Leben / Remnants of Life, Gedichte (deutsch, englisch) mit zahlreichen Fotografien von Michael Dressel (Los Angeles), 192 Seiten, Moloko Print 2021, ISBN 978-3-948750-01-5
- Falsche Hoffnungen – 56 Gedichte, mit neun Illustration von Henni Hennig, 116 Seiten, Moloko Print 2022, ISBN 978-3-948750-76-3

## Original-graphische Editionen
- Eine Erscheinung begegnet Florian Günther. Mit Zeichnungen von Henni Hennig. Edition Lükk Nösens, Berlin 1993.
- Dschamp Nr. 7. Mit Siebdruck-Grafiken von Michael Würzberger. Edition Dschamp, Berlin 1994.
- Kabine 12. Mit Zeichnungen und Gouachen von Klaus Bendler. Edition Dschamp, Berlin 1996.
- Berliner Zimmer oder Stadt im Kopf. Mit Texten von Peter Wawerzinek und Siebdruck-Grafiken von Sabine Jahn und Klaus Zylla. Edition Dschamp, Berlin 1997.
- Die Guten Jahre. Mit Siebdruck-Grafiken von Pontus Carle und Ottfried Zielke. Edition Dschamp, Berlin 2000.
- Einer von uns. Mit Zeichnungen von Klaus Zylla. Edition Galerie auf Zeit, Berlin 2003.

## Hörbücher
- Ab vom Schuß. Musik von Georg Kaminiczny. MC, Edition Lükk Nösens, Berlin 1991.
- Schlechte Aussichten. 22 gelesene Gedichte mit Musik von Alexander Krohn. CD, Distillery, Berlin und Moloko +, Schönebeck 2008.